# Masakatsu Asari
Masakatsu Asari (jap. 浅利 正勝, Asari Masakatsu; * 31. Juli 1945; † 8. Juni 2004 in Tokio) war ein japanischer Skispringer.

## Werdegang
Sein internationales Debüt gab Asari im Januar 1968 bei der Winter-Universiade in Innsbruck. Dort gewann er die Silbermedaille. Im folgenden Monat erreichte er bei den Olympischen Winterspielen in Grenoble beim Springen von der Normalschanze den 47. Platz. Fast zwei Jahre später startete er bei der Vierschanzentournee 1969/70. Dabei erreichte Asari in Oberstdorf auf Anhieb den 18. Platz. Nach den Plätzen 35 in Garmisch-Partenkirchen und 25 in Innsbruck folgte schließlich Rang 10 in Bischofshofen. Damit schloss er seine erste und zudem erfolgreichste Tournee mit 834,1 Punkten als 17. der Gesamtwertung ab.
In den folgenden zwei Jahren pausierte er bei der Tournee und startete erst wieder zur Vierschanzentournee 1972/73. Dabei gelangen ihm jedoch keine Platzierungen wie 1969/70, so dass er am Ende nur Rang 69 der Gesamtwertung erreichen konnte. Auch bei seiner letzten Vierschanzentournee 1973/74 konnte er nicht mehr überzeugen. Nachdem der 36. Platz in Innsbruck seine beste Platzierung war, lag er am Ende mit 769,9 Punkten nur auf Rang 44 der Tournee-Gesamtwertung.

## Erfolge

### Vierschanzentournee-Platzierungen
| Saison  | Platz | Punkte |
| ------- | ----- | ------ |
| 1969/70 | 17.   | 834,1  |
| 1972/73 | 69.   | 647,9  |
| 1973/74 | 44.   | 769,9  |